# La Boîte à joujoux

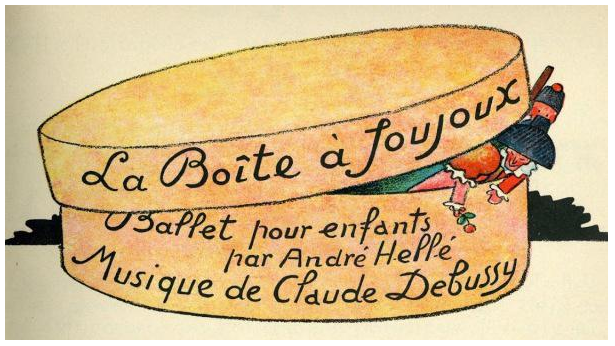
Illustration de la couverture du livret par André Hellé (Durand & fils, 1913).

La Boîte à joujoux est un « ballet pour enfants » de Claude Debussy, basé sur un livre illustré pour enfants de André Hellé, qui signe aussi les illustrations de la partition originale (éditions Durand). Composé en 1913 pour piano seul, il est dédié à la fille du compositeur Claude-Emma dite « Chouchou » (1905-1919).
Debussy en commence l'orchestration mais il meurt en 1918 et celle-ci est achevée par André Caplet. La création de cette seconde version a lieu le 10 décembre 1919 au théâtre lyrique du Vaudeville sous la direction de Désiré-Émile Inghelbrecht. À l'origine Debussy souhaitait que l'œuvre soit interprétée par des marionnettes, puis il changea d'avis et demanda que des enfants jouent tous les rôles. La première interprétation par des marionnettes eut lieu en 1918 à Zurich, par le Schweizerisches Marionettentheater (mise en scène d'Alfred Altherr). Une seconde suivit en 1962 aux Pays-Bas, à l'occasion du centenaire de la naissance de Debussy.

## Composition de l'œuvre
1. Prélude. Le Sommeil de la boîte
2. Le Magasin de jouets
3. Le Champ de bataille
4. La Bergerie à vendre
5. Après fortune faite
6. Épilogue

L'œuvre reflète à la fois l'amour profond de Debussy pour sa fille et son sens de la plaisanterie. De nombreuses citations musicales parsèment la partition, parmi lesquelles figurent des chansons populaires françaises, des emprunts au « Chœur des soldats » du Faust de Gounod, à la « Marche nuptiale » de Mendelssohn, et à son propre Petit Nègre (1909). On trouve aussi une citation d'une comptine anglaise, « One, two, three, four, five, / Once I caught a fish alive », un probable clin d'œil à l'adresse de Chouchou, qui avait sans doute appris cette comptine avec sa gouvernante anglaise.

## Orchestration
| Instrumentation de La Boite à joujoux                                                 |
| Bois                                                                                  |
| 2 flûtes (la 2e jouant le piccolo), 2 hautbois, cor anglais, 2 clarinettes, 2 bassons |
| Cuivres                                                                               |
| 2 cors, 2 trompettes                                                                  |
| Percussions et claviers                                                               |
| timbales, percussion, célesta, piano                                                  |
| Cordes                                                                                |
| premiers violons, seconds violons, altos, violoncelles, contrebasses, harpe           |